# شلوین مک
شلوین مک (انگلیسی: Shelvin Mack؛ زادهٔ ۲۲ آوریل ۱۹۹۰) بازیکن بسکتبال اهل ایالات متحده آمریکا است.
از باشگاه‌هایی که در آن بازی کرده‌است می‌توان به آتلانتا هاوکس، واشینگتن ویزاردز، مین رد کلاوز، باشگاه بسکتبال پاناتینایکوس، و فیلادلفیا سونتی‌سیکسرز اشاره کرد.
وی در مسابقات کشوری و بین‌المللی در مجموع برندهٔ ۱ مدال طلا شده‌است.